# STEREO
STEREO (Solar TErrestrial RElations Observatory) é uma missão de observação solar lançada em 25 de Outubro de 2006 às 8:52 p.m (EDT). Esta é a terceira missão do Solar Terrestrial Probes Program (STP). Foi lançada para fornecer uma visão única e revolucionária do sistema Sol-Terra. As duas sondas gêmeas viajam na órbita terrestre, uma antes (STEREO Ahead ou "STEREO A") e outra atrás do planeta (STEREO Behind ou "STEREO B") mapeando os fluxos de energia e matéria originadas no Sol.
A sonda tem revelado a estrutura 3D e como ocorrem as Ejeções de Massa Coronal (CMEs): violentas erupções solares que danificam satélites e linhas de transmissão terrestres.

## Objetivos da missão
- Entender as causas e mecanismos de iniciação das Ejeções de Massa Coronal (CME).
- Caracterizar a propagação das CMEs através da heliosfera.
- Descobrir os mecanismos e locais de aceleração de partículas energéticas sob a coroa solar e no meio interplanetário.
- Auxiliar na determinação da estrutura e do ambiente dos ventos solares.

## A missão
A forma mais eficiente e barato de enviar os observatórios gêmeos seria lança-las a bordo de um único foguete e introduzi-las em suas respectivas órbitas utilizando o que é conhecido como "Lunar Swingbys". Esta foi a primeira vez que a técnica seria utilizada para manipular órbitas de mais de uma nave espacial ao mesmo tempo. Os responsáveis pela missão usaram a gravidade da Lua para direcionar os observatórios para suas órbitas apropriadas - apenas o lançamento do foguete não poderia faze-lo. 
Por três meses após o lançamento, os observatórios voaram em órbitas estendidas altamente elípticas e próximas da Terra para apenas depois entrar na órbita lunar. A missão STEREO foi concebida para que cada uma das sondas utilizasse a gravidade lunar em momentos e formas diferentes, de forma que uma fosse direcionada à posição "A" (Ahead, ou à frente) e outra à posição "B" (Behind, ou atrás). A sonda STEREO B foi direcionada diretamente à posição "behind". Aproximadamente um mês depois o observatório STEREO A encontrou novamente com a Lua e foi redirecionado à posição "ahead".
As duas sondas STEREO possuem visão estereoscópica do Sol e de sua atmosfera. Quando estas informações são combinadas com outras de observatórios terrestres e de observatórios abaixo da órbita terrestres, as informações obtidas pelas sondas STEREO permitem aos cientistas rastrear o acúmulo e lançamento de energia magnética do Sol em trajetória à Terra.

## Perda de contato com a STEREO Behind
Em 01 de outubro de 2014 as comunicações com a sonda STEREO Behind foram perdidas imediatamente após um reset planejado para as aeronaves. O reset era parte de um procedimento para testes. 
O sistema de telemetria da sonda indicou uma anomalia no sistema de controle e orientação. Em 21 de agosto de 2016 o contato foi restabelecido com a sonda STEREO Behind pela primeira vez após 22 meses de tentativas. No entanto, não foi possível estabilizar a nave, e o contato com a STEREO B foi definitivamente perdido em 23 de setembro de 2016.